# Sieben Täler
Die Sieben Täler (persisch هفت وادی Haft-Vádí) ist ein Buch, welches auf Persisch von Baha’u’llah, dem Stifter der Bahai-Religion, geschrieben wurde. Die Vier Täler (persisch چهار وادی Chahár Vádí) wurden ebenfalls von Baha’u’llah geschrieben. Diese beiden Bücher werden gewöhnlich gemeinsam unter dem Titel Die Sieben Täler und die Vier Täler herausgegeben. Sie sind merklich unterschiedlich und haben keine direkten Verbindungen zueinander.

## Hintergrund und Geschichte
Die Sieben Täler wurden um 1860 in Bagdad geschrieben, nachdem Baha’u’llah aus der Region Sulaymaniyah in Kurdistan zurückgekehrt war. Das vor allem in Persisch geschriebene Werk wurde als Antwort auf Fragen von Scheich Muyi´d-Din, einem Richter und Anhänger der Qádiríyya Richtung des Sufismus verfasst. Dieses kurze mystische Werk behandelt die Reise der Seele zu ihrem Schöpfer, Gott. Die dabei durchlaufenen sieben Zustände (=Täler) beziehen sich auf ein traditionelles östlich mystisches Konzept. Die Metapher der sieben Täler findet sich im Werk des Fariduddin Attar, einem Gedicht mit über 4000 Zeilen, bekannt als „Die Konferenz der Vögel“ (Manteq-at-Tair).

## Inhalt und Struktur
Der Stil der Sieben Täler ist sehr poetisch, obwohl es nicht in Versen geschrieben ist. Beinahe jede Zeile des Textes besteht aus Rhythmus und spielt mit Wörtern, welche bei der Übersetzung verloren gehen können. Weil der Empfänger von sufischem Hintergrund war, verwies Baha’u’llah historische und religiöse Feinheiten, welche manchmal nur ein oder wenige Worte brauchten, um sich auf einen koranischen Vers, Traditionen oder gut bekannte Gedichte zu beziehen. In der englischen Übersetzung werden häufig Fußnoten verwendet, um Hintergrundinformation zu vermitteln.
Das Buch folgt dem Weg der Seele auf einer geistigen Reise, auf der sie an verschiedenen Stufen vorüberkommt, von dieser Welt zu einem Reich, welches näher zu Gott ist, zum ersten Mal beschrieben von dem sufischen Poeten Attar aus dem 12. Jahrhundert in seinem Werk Die Konferenz der Vögel. Baha’u’llah erklärt in diesem Werk die Bedeutung und den Stellenwert der sieben Stufen. In der Einleitung sagt Baha’u’llah „Einige haben sie die Sieben Täler genannt, andere Die sieben Städte“. Die Stufen sind in einer Reihe zusammengestellt, das Ziel der Reise ist, dem „richtigen Pfad“ zu folgen, „den Abfall des Lebens“ zu überwinden, zu dem Meer der „Life Bestower“ zu gelangen und „einen Blick auf den Geliebten zu werfen“.
„Diese Reisen haben kein sichtbares Ende in der zeitlichen Welt, aber der getrennte Wanderer - wenn eine unsichtbare Segnung auf ihn hernieder kommt und der Wächter der Sache ihn unterstützt - mag die sieben Stufen in sieben Schritten überschreiten, aber nicht nach sieben Atemzügen, noch in einem einzigen Atemzug, wenn Gott es will und wünscht.“

### Das Tal des Suchens
Das Tal des Suchens ist als erster Schritt beschrieben, den ein Sucher auf seinem Pfad gehen muss. Ein Sucher muss sein Herz säubern und nicht den Wegen seiner Vorfahren folgen. Begeisterung und Geduld sind vonnöten, um dieses Tal zu durchlaufen.

### Das Tal der Liebe
Das nächste Tal ist „Das Tal der Liebe“ und in diesem Tal wird der Sucher mit einem Nachtfalter verglichen, der eine Flamme gefunden hat. Baha’u’llah schreibt, dass das Herz des Suchenden berührt wird und der Suchende sich in Gott verliebt.

### Das Tal der Erkenntnis
Die Erkenntnis, zu der in diesem Tal Bezug genommen wird, ist die Erkenntnis Gottes und nicht eine, die auf Lernen basiert; es ist erklärt, dass Hochmut in jemandes Erkenntnis und Errungenschaften es oft nicht erlauben, das wahre Verständnis zu erreichen, welches die Erkenntnis Gottes ist. Es wird erklärt, dass der Sucher, wenn er in diesem Tal ist, die Geheimnisse, die in Gottes Offenbarung enthalten sind, zu verstehen und in allen Dingen Weisheit findet, was eine Auseinandersetzung mit Schmerz und Bedrängnis beinhaltet, in der er Gottes Gnade und Segen versteht.
Dieses Tal wird das letzte begrenzte Tal genannt.

### Das Tal der Einheit
Die nächste Stufe ist das Tal der Einheit. Der Sucher erkennt die Schöpfung nicht in ihren Grenzen, sondern Gottes Eigenschaften in allen geschaffenen Dingen. Der Sucher wird von weltlichen Dingen losgelöst und ist nicht mehr mit seinem eigenen Selbst und Ego beschäftigt, stattdessen preist er Gott für seine ganze Schöpfung.

### Das Tal des Genügens
Das nächste Tal für den Suchenden ist das Tal des Genügens. Der Sucher wird unabhängig von allen Dingen. Auch wenn er arm aussehen mag oder auserwählt ist zu leiden, wird er mit Reichtum und Macht von den geistigen Welten ausgestattet, und er wird innerlich glücklich sein. Glück ist die Eigenschaft des wahren Gläubigen, es kann nicht durch materielle Dinge erreicht werden, da materielle Dinge vergänglich sind.

### Das Tal des Staunens
Es ist geschrieben, dass der Sucher im Tal des Staunens durch die Schönheit Gottes für dumm gehalten wird; der Suchende wird sich der Verschwendung und der Ungeheuerlichkeit der Schöpfung bewusst und entdeckt die inneren Geheimnisse von Gottes Offenbarung. Geführt von einem Geheimnis der Schöpfung, wird erklärt, dass der Suchende fortfährt, über Gottes Werk erstaunt zu sein.

### Das Tal der wahren Armut und des völligen Vergehens
Das letzte Tal ist das Tal der wahren Armut und des völligen Vergehens. Es ist die äußerste Stufe, welche die Mystik erreichen kann. Der Suchende entbehrt alles Materielle und ist reich an geistigen Attributen. Dies ist die Stufe der Aufhebung des Selbstes in Gott, wobei es letztlich doch von der Essenz des göttlichen Selbstes getrennt bleibt und keine vollkommene Einheit bildet, wie es in manch anderen Traditionen gelehrt wird.

### Weitere Themen
Im einleitenden Teil des Buches referiert Baha’u’llah auf ein neues Zeitalter, welches mit einem Zeitzyklus beginnt, der Kull-i-Shay´ (arab. „alle Dinge“, Zahlenwert 361 nach dem Abdschad-System, ein Zyklus von 361 Jahren im Bahai-Kalender) genannt wird, indem er Metaphern der hinduistischen Endzeiterwartung eines goldenen Zeitalters, welches aus einem Zeitalter der Finsternis erstehen wird, verwendet.

## Veröffentlichungen und Übersetzungen
Das Werk wurde von Shoghi Effendi als Baha’u’llahs „größte mystische Dichtung“ bezeichnet, und im Westen war es eines seiner ersten erhältlichen Bücher. Die Übersetzung von Hippolyte Dreyfus ins Französische konnte bereits 1905 veröffentlicht werden. Ein Jahr später wurde dann bereits eine englische Übersetzung veröffentlicht.